# سفارت چین در پیونگ یانگ
سفارت چین در پیونگ یانگ (به لاتین: Embassy of China) یک منطقهٔ مسکونی در کره شمالی است که در مورانبونگ-گویوک واقع شده‌است.